# Necmettin Erbakan
Necmettin Erbakan (ur. 29 października 1926 w Synopie, zm. 27 lutego 2011 w Ankarze) – turecki polityk i inżynier, założyciel i lider ugrupowań islamistycznych, deputowany, wicepremier i minister, w latach 1996–1997 premier Turcji.

## Życiorys
W 1948 ukończył studia na wydziale mechanicznym Uniwersytetu Technicznego w Stambule (ITU), po czym podjął pracę jako nauczyciel akademicki na tej uczelni. Na początku lat 50. wyjechał w celach naukowych do Niemiec, kształcił się i pracował na RWTH Aachen, uzyskał doktorat na tej uczelni. W 1954 objął stanowisko wykładowcy na ITU, a w 1965 uzyskał pełną profesurę. W 1956 założył innowacyjną w Turcji fabrykę silników Gümüş Motor. W 1966 został dyrektorem działu przemysłu Tureckiego Związku Izb i Giełd Towarowych (TOBB), a w 1967 sekretarzem generalnym tej organizacji. W 1969 wybrany na przewodniczącego TOBB, jednak w tym samym roku wybory te zostały unieważnione.
Pod koniec lat 60. opublikował swój manifest programowy zatytułowany Millî Görüş (pol. „narodowa wizja”). Wkrótce powstał ruch o tej samej nazwie, działający obok kolejnych ugrupowań Necmettina Erbakana, który stał się liderem religijnej tureckiej prawicy. W 1969 miał kandydować na posła z ramienia Partii Sprawiedliwości, czemu jednak sprzeciwił się Süleyman Demirel. Ostatecznie w wyborach wystartował jako kandydat niezależny, uzyskując w głosowaniu mandat deputowanego do Wielkiego Zgromadzenia Narodowego Turcji. W 1970 założył Partię Porządku Narodowego, która w następnym roku po zamachu stanu została zdelegalizowana przez Trybunał Konstytucyjny pod zarzutem podejmowania działań przeciwko świeckości państwa. W 1972 ze swoimi stronnikami utworzył i stanął na czele Partii Ocalenia Narodowego. W 1973 i 1977 z jej ramienia z powodzeniem ubiegał się o poselską reelekcję, zasiadając w parlamencie do 1980. Od stycznia do listopada 1974 pełnił funkcje wicepremiera i ministra stanu w rządzie Bülenta Ecevita (doszło w tym czasie do tureckiej inwazji na Cypr, która skutkowała faktycznym podziałem wyspy). Stanowiska wicepremiera oraz ministra stanu zajmował również w dwóch gabinetach Süleymana Demirela (od marca 1975 do czerwca 1977 oraz od lipca 1977 do stycznia 1978).
Po puczu wojskowym z września 1980 jego ugrupowanie zostało zdelegalizowane. Necmettin Erbakan został w październiku 1980 aresztowany pod zarzutem przekształcenia partii w nielegalną organizację przeciwną sekularyzmowi. Ostatecznie w lipcu 1981 został uniewinniony i zwolniony z jednostki penitencjarnej. W 1983 zainicjował powołanie Partii Dobrobytu. Sam od 1982 był objęty dziesięcioletnim zakazem pełnienia funkcji politycznych, który został uchylony na skutek referendum z 1987. W tym samym roku formalnie objął przywództwo w swoim ugrupowaniu. W 1991 i 1995 ponownie był wybierany do tureckiego parlamentu. Drugie z tych wyborów zakończyły się zwycięstwem Partii Dobrobytu. Po upadku powstałej po nich koalicji Partii Ojczyźnianej z Partią Słusznej Drogi jego formacja zawiązała sojusz z drugim z tych ugrupowań. W rezultacie 28 czerwca 1996 Necmettin Erbakan stanął na czele nowego rządu. Stał się pierwszym w republikańskiej Turcji premierem będącym jednocześnie liderem środowiska islamistów. 28 lutego 1997 tureccy wojskowi wystosowali memorandum, domagając się jego ustąpienia pod groźbą zamachu stanu. 30 czerwca tegoż roku polityk zrezygnował z pełnienia funkcji premiera.
W styczniu 1998 Partia Dobrobytu została rozwiązana, jej lidera objęto pięcioletnim zakazem pełnienia funkcji publicznych. Wcześniej w grudniu 1997 zainicjował utworzenie Partii Cnoty, którą zdelegalizowano w 2001. W tym samym roku powołał Partię Szczęścia. W 2002 został skazany na karę 2 lat i 4 miesięcy pozbawienia wolności za fałszowanie dokumentów w sprawie dotyczącej defraudacji funduszy Partii Dobrobytu. W 2003 Recai Kutan przekazał mu przywództwo w Partii Szczęścia. Z uwagi na wyrok skazujący w sprawie karnej Necmettin Erbakan został jednak w 2004 zmuszony do rezygnacji. Wykonanie kary w międzyczasie odraczano z uwagi na stan zdrowia, po czym zamieniono ją na areszt domowy. W 2008 polityk został ułaskawiony decyzją prezydenta Abdullaha Güla. W 2010 ponownie stanął na czele Partii Szczęścia, którą kierował do czasu swojej śmierci w 2011.

## Życie prywatne
Był żonaty, miał troje dzieci, w tym syna Fatiha Erbakana.